# Kanianka
Kanianka (bis 1927 slowakisch auch „Kaňanka“; ungarisch Kányahegy – bis 1907 Kanyánka) ist ein Dorf und Gemeinde im Okres Prievidza in der Region Trenčín in der Westslowakei.

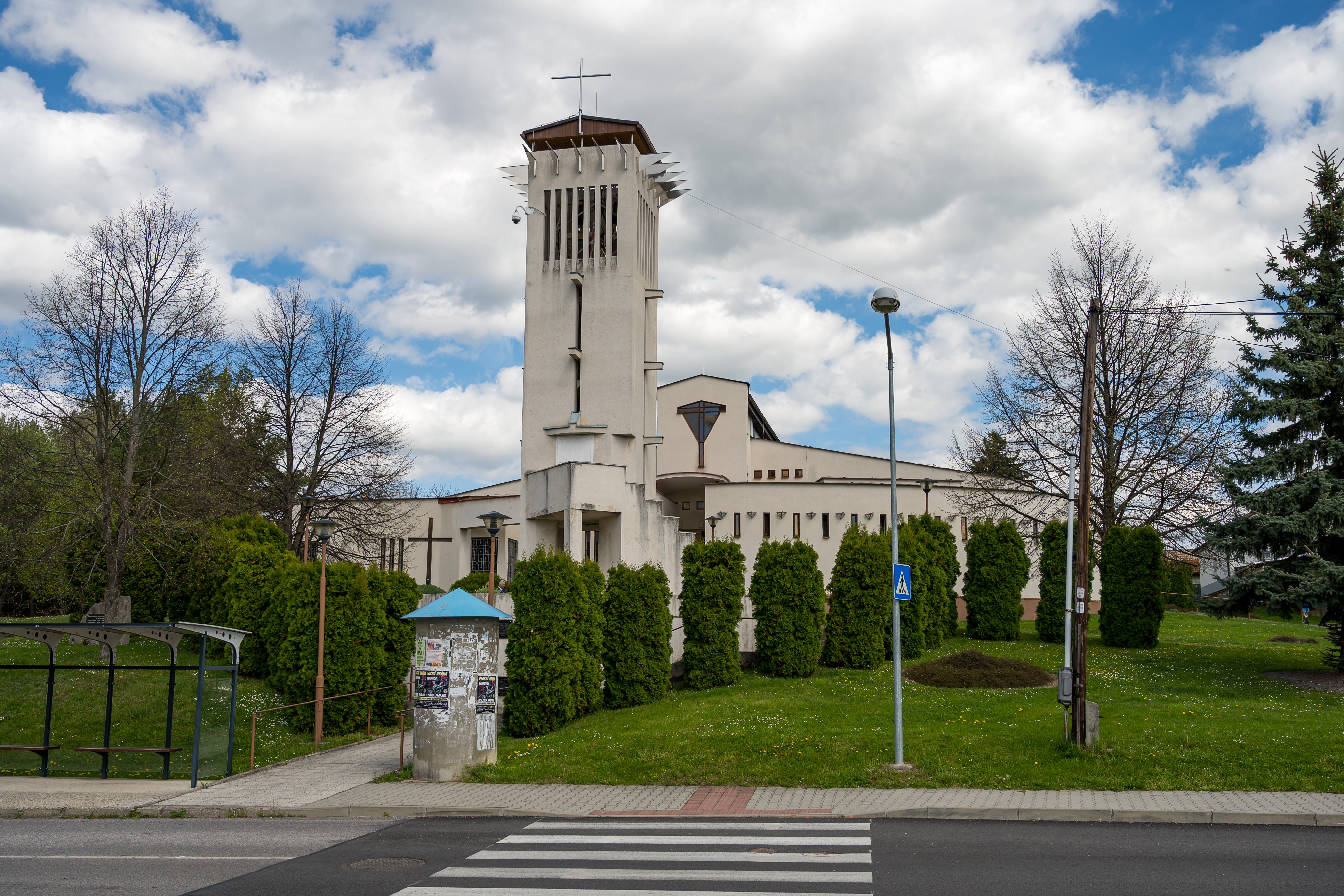
Kirche in Kanianka

## Geschichte
Die erste Erwähnung dieses Dorfes stammt aus dem Jahre 1479.

## Bevölkerung
| Jahr                | 1994 | 2004    | 2014    | 2024    |
| ------------------- | ---- | ------- | ------- | ------- |
| Anzahl der Personen | 3642 | 3990    | 4132    | 3802    |
| Unterschied         |      | +9,55 % | +3,55 % | −7,98 % |

| Jahr                | 2023 | 2024    |
| ------------------- | ---- | ------- |
| Anzahl der Personen | 3846 | 3802    |
| Unterschied         |      | −1,14 % |

## Geographie
Die Gemeinde liegt in einer Höhe von etwa 380 Metern und umfasst ein Gebiet von 7,94 km². Die Bevölkerungszahl beträgt 4134 Einwohner (Stand 2009).